# Grand Prix Hiszpanii 1987
Grand Prix Hiszpanii 1987 (oryg. Gran Premio Tio Pepe de España) – 13. runda Mistrzostw Świata Formuły 1 w sezonie 1987, która odbyła się 27 września 1987, po raz drugi na torze Circuito Permanente de Jerez.
29. Grand Prix Hiszpanii, 17. zaliczane do Mistrzostw Świata Formuły 1.

## Klasyfikacja
| Legenda oznaczeń w tabelach wyników Wyświetl szablon na nowej stronie | Legenda oznaczeń w tabelach wyników Wyświetl szablon na nowej stronie                                                                     |
| Oznaczenie                                                            | Wyjaśnienie |
| --------------------------------------------------------------------- | --- |
| Złoty                                                                 | Zwycięzca lub mistrzostwo |
| Srebrny                                                               | 2. miejsce lub wicemistrzostwo |
| Brązowy                                                               | 3. miejsce lub II wicemistrzostwo |
| Zielony                                                               | Ukończył, punktował (w klasyfikacji generalnej, gdy zdobył co najmniej jeden punkt na przestrzeni sezonu, poza trzema powyższymi opcjami) |
| Niebieski                                                             | Ukończył, nie punktował (w klasyfikacji generalnej, gdy nie zdobył co najmniej jednego punktu na przestrzeni sezonu)                      |
| Czerwony                                                              | Nie zakwalifikował się (NZ) |
| Czerwony                                                              | Nie prekwalifikował się (NPK) |
| Różowy                                                                | Nie ukończył (NU) |
| Różowy                                                                | Niesklasyfikowany (NS) (w klasyfikacji generalnej, gdy nie został sklasyfikowany w żadnym wyścigu sezonu)                                 |
| Czarny                                                                | Zdyskwalifikowany (DK) |
| Czarny                                                                | Wykluczony (WYK/EX) |
| Biały                                                                 | Nie wystartował (NW) |
| Biały                                                                 | Kontuzjowany (K/INJ) |
| Biały                                                                 | Wyścig odwołany (OD/C) |
| Bez koloru                                                            | Został wycofany (WYC/WD) |
| Bez koloru                                                            | Nie przybył (NP/DNA) |
| Bez koloru                                                            | Nie brał udziału w treningach (NT/DNP) |
| Bez koloru                                                            | Nie został zgłoszony (–) |
| Pogrubienie                                                           | Start z pole position |
| Kursywa                                                               | Najszybsze okrążenie wyścigu |
| †                                                                     | Nie ukończył, ale jego rezultat został zaliczony ze względu na przejechanie więcej niż 90% dystansu wyścigu.                              |
| *                                                                     | Sezon w trakcie |
| 1/2/3                                                                 | Punktowana pozycja w sprincie kwalifikacyjnym                                                                                             |
| Lista systemów punktacji Formuły 1                                    | |

| Pos    | No | Kierowca           | Konstruktor            | Okrążeń | Czas/powód NU | Poz. Start. | Punktów |
| ------ | -- | ------------------ | ---------------------- | ------- | ------------- | ----------- | ------- |
| 1      | 5  | Nigel Mansell      | Williams-Honda         | 72      | 1:49:12.692   | 2           | 9       |
| 2      | 1  | Alain Prost        | McLaren-TAG            | 72      | + 22.225      | 7           | 6       |
| 3      | 2  | Stefan Johansson   | McLaren-TAG            | 72      | + 30.818      | 11          | 4       |
| 4      | 6  | Nelson Piquet      | Williams-Honda         | 72      | + 31.450      | 1           | 3       |
| 5      | 12 | Ayrton Senna       | Lotus-Honda            | 72      | + 1:13.507    | 5           | 2       |
| 6 (1)  | 30 | Philippe Alliot    | Larrousse-Ford         | 71      | + 1 okrążenie | 17          | 1       |
| 7 (2)  | 4  | Philippe Streiff   | Tyrrell-Ford           | 71      | + 1 okrążenie | 15          |         |
| 8      | 18 | Eddie Cheever      | Arrows-Megatron        | 70      | Brak paliwa   | 13          |         |
| 9      | 11 | Satoru Nakajima    | Lotus-Honda            | 70      | + 2 Okrążeń   | 18          |         |
| 10     | 17 | Derek Warwick      | Arrows-Megatron        | 70      | + 2 Okrążeń   | 12          |         |
| 11     | 9  | Martin Brundle     | Zakspeed               | 70      | + 2 Okrążeń   | 20          |         |
| 12 (3) | 16 | Ivan Capelli       | March-Ford             | 70      | + 2 Okrążeń   | 19          |         |
| 13     | 7  | Riccardo Patrese   | Brabham-BMW            | 68      | + 4 Okrążeń   | 9           |         |
| 14     | 23 | Adrián Campos      | Minardi-Motori Moderni | 68      | + 4 Okrążeń   | 24          |         |
| 15     | 27 | Michele Alboreto   | Ferrari                | 67      | Silnik        | 4           |         |
| 16     | 20 | Thierry Boutsen    | Benetton-Ford          | 66      | Wypadek       | 8           |         |
| NU     | 28 | Gerhard Berger     | Ferrari                | 62      | Silnik        | 3           |         |
| NU     | 3  | Jonathan Palmer    | Tyrrell-Ford           | 55      | Kolizja       | 16          |         |
| NU     | 25 | René Arnoux        | Ligier-Megatron        | 55      | Kolizja       | 14          |         |
| NU     | 10 | Christian Danner   | Zakspeed               | 50      | Przen. napędu | 22          |         |
| NU     | 24 | Alessandro Nannini | Minardi-Motori Moderni | 45      | Turbo         | 21          |         |
| NU     | 19 | Teo Fabi           | Benetton-Ford          | 40      | Hamulce       | 6           |         |
| NU     | 8  | Andrea de Cesaris  | Brabham-BMW            | 26      | Skrz. biegów  | 10          |         |
| NU     | 26 | Piercarlo Ghinzani | Ligier-Megatron        | 24      | Zapłon        | 23          |         |
| NU     | 14 | Pascal Fabre       | AGS-Ford               | 10      | Sprzęgło      | 25          |         |
| NU     | 32 | Nicola Larini      | Coloni-Ford            | 8       | Zawieszenie   | 26          |         |
| NZ     | 21 | Alex Caffi         | Osella-Alfa Romeo      |         |               |             |         |